# Предсказање 2: Демијан
Предсказање 2: Демијан (енгл. Damien: Omen II) је британско-амерички натприродни хорор филм из 1978. године, редитеља Дона Тејлора са Вилијамом Холденом и Ли Грант у главним улогама. Представља директан наставак филма Предсказање из 1976, а радња је смештена 7 година након првог дела. Од глумаца из претходног дела, једино се Лео Макарен вратио у улогу археолога Карла Бугенхагена, док је Харвија Спенсера Стивенса у улози Демијана Торна заменио Џонатан Скот-Тејлор. Џери Голдсмит се, такође, вратио као композитор који је за рад на претходном делу награђен Оскаром.
Иако није успео да понови успех оригинала, Предсказање 2 је добило углавном позитивне критике и сматра се квалитетним наставком. Зарадио је 26,5 милиона долара и био номинован за Награду Сатурн за најбоље специјалне ефекте, коју је изгубио од Супермена. Трећи и последњи део у оригиналној трилогији о Демијану Торну објављен је 1981. године под насловом Предсказање 3: Коначни обрачун.

## Радња
Недељу дана након сахране Роберта Торна и његове супруге Кетрин, археолог Карл Бугенхаген сазнаје да је Демијан, дечак кога су Торнови усвојили, и даље жив. Убеђујући свог пријатеља, Мајкла Моргана, да је Демијан Антихрист, Бугенхаген тражи од њега да новим Демијановим старатељима однесе кутију са предметима којима може бити убијен. Пошто му Морган не верује, Бугенхаген га одводи до остатака Јигаеловог зида, за који се верује да га је осликао монах који се сусрео са Ђаволом и видео лик Антихриста. Иако Морган поверује Бугенхагену када на зиду види Демијаново лице, тунел којим су дошли се обруши на њих и они остају живи закопани.
Седам година касније, 12-годишњи Демијан живи у Чикагу у породици Ричарда Торна, Робертовог рођеног брата. Ричард и његова жена Ен не знају ништа о Демијану и мисле да је он Ричардов и Кетринин биолошки син. Истраживачка новинарка Џоан Харт, која сарађује са људима блиским породици Торн, стиже у Чикаго како би интервјуисала Ричарда Торна. Како јој је Бугенхаген показао Јигаелов зид пре своје смрти, Џоан је шокирана када види Демијана и препозна његово лице...

## Улоге
| Глумац              | Улога                      |
| ------------------- | -------------------------- |
| Вилијам Холден      | Ричард Торн                |
| Ли Грант            | Ен Торн                    |
| Роберт Фоксвортс    | Пол Бухер                  |
| Лу Ерс              | Бил Атертон                |
| Силвија Сидни       | тетка Марион               |
| Џонатан Скот-Тејлор | Демијан Торн               |
| Николас Прајор      | др Чарлс Ворен             |
| Ленс Хенриксен      | наредник Данијел Неф       |
| Елизабет Шепард     | Џоан Харт                  |
| Лукас Донат         | Марк Торн                  |
| Алан Арбус          | Дејвид Пасаријан           |
| Мешах Тејлор        | др Џ. Кејн                 |
| Фриц Форд           | Мареј                      |
| Лео Макарен         | Карл Бугенхаген            |
| Ијан Хендри         | Мајкл Морган               |
| Оуен Саливан        | Бајрон                     |
| Корни Морган        | техничар у стакленој башти |